# Ernst Hundt der Ältere

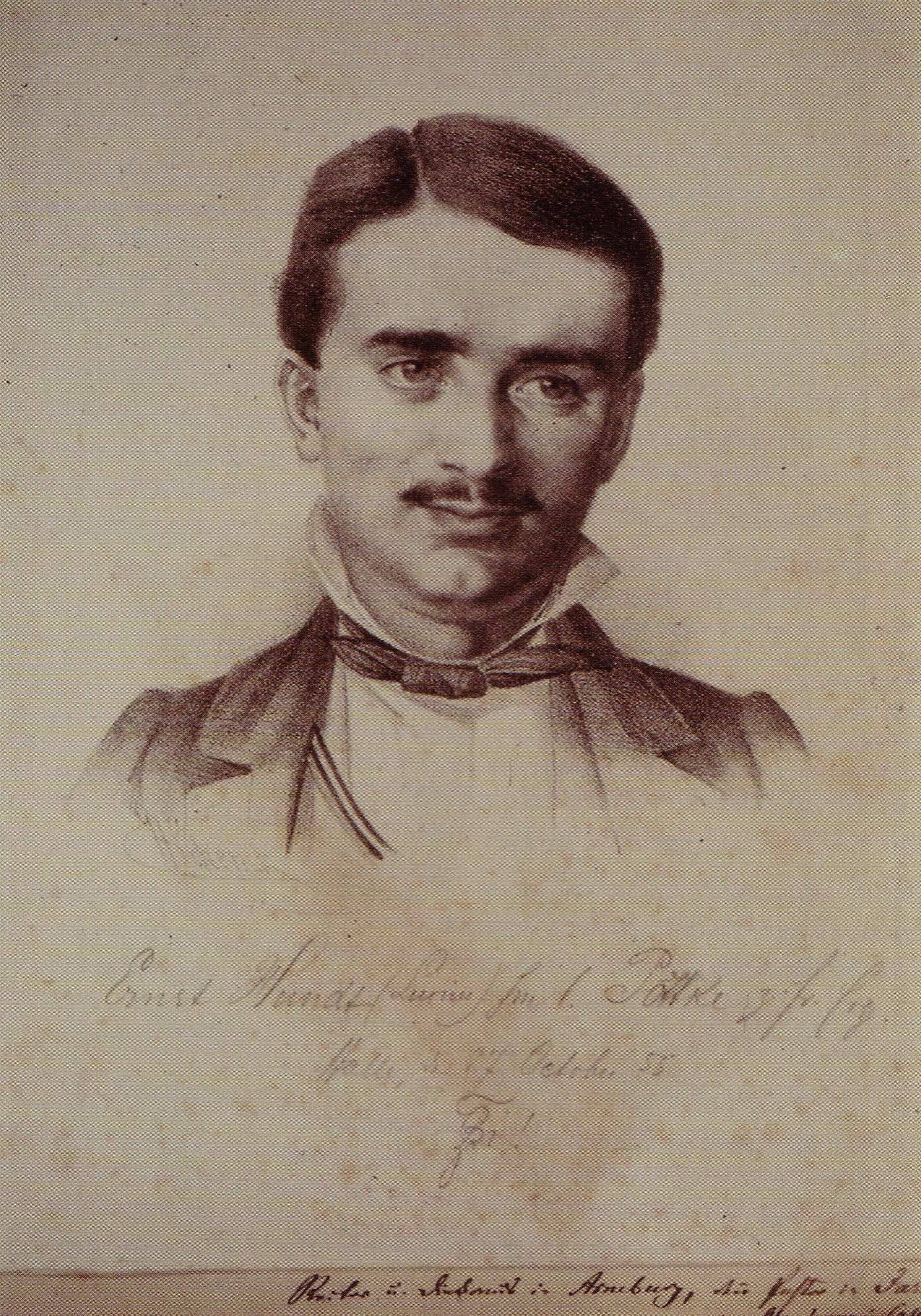
Lithographie des Hallenser Theologiestudenten Ernst Hundt d. Ä. (1855)

Ernst Hundt (* 7. Juli 1832 in Calbe; † 29. April 1906 in Halle (Saale)) war ein deutscher Pfarrer in der Altmark.

## Leben
Hundts Eltern waren der Tuchfabrikant Friedrich David Hundt und seine Frau Johanna Friederike Magdalene geb. Ruthendorf. Hundt besuchte das Domgymnasium Magdeburg. Ab dem Sommersemester 1853 studierte er evangelische Theologie an der Friedrichs-Universität Halle. Ebenfalls 1853 wurde er Mitglied der  Neoborussia Halle. Nach dem Ersten Theologischen Staatsexamen trat er eine Hauslehrerstelle in Zülzefitz bei Labes im Kreis Regenwalde (Provinz Pommern) an. Nach dem gut bestandenen Zweiten Theologischen Staatsexamen ging er 1858 als  Rektor und Nachmittagsprediger nach Arneburg. Am 10. Januar 1866  ordiniert, erhielt er seine erste Pfarrstelle in Jarchau bei Stendal. 1874 kehrte er in seine Heimatstadt zurück. An der St.-Stephani-Kirche (Calbe) war er Diaconus, ab 1884 Oberpfarrer und ab 1894 Superintendent. Daneben wirkte er als Kreisschulinspektor und ab 1892 als Leiter der  Ephoralverwaltung der Diözese Calbe. Am 1. April 1904 wurde er emeritiert. 1868 hatte Hundt die Arneburger Pastorentochter Ida Fischer geheiratet. Sie schenkte ihm drei Töchter. Nachdem sie 1874 an Typhus gestorben war, heiratete Hundt 1876 Julia Riese, Tochter des Wernigeroder Fabrikbesitzers Gustav Riese. Sie schenkte ihm zwei weitere Töchter und den Sohn  Ernst Hundt den Jüngeren, der ebenfalls Neupreuße wurde.
Hundt hinterließ ein einzigartiges  Stammbuch, das 1995 entdeckt und von Jürgen Kloosterhuis aufgearbeitet wurde.  Es enthält etwa 40 Eintragungen, vor allem aus der Zeit von Januar bis März 1856. Verwahrt wird es von der Zentralen Kustodie der Martin-Luther-Universität Halle-Wittenberg.